# Douglas Gresham
Douglas Howard Gresham, född 10 november 1945 i New York, är en amerikansk-brittisk filmproducent och skådespelare. Han är styvson till C.S. Lewis.

## Biografi
Douglas Gresham föddes i New York, son till författarna Joy Davidman och William Lindsay Gresham och bror till David Gresham. Uppväxten för Douglas och David var tuff eftersom deras far var våldsam och led av alkoholproblem. Paret skilde sig 1954 och Joy fick behålla sina två söner.

### C.S. Lewis
Greshams mor träffade författaren C.S. Lewis i augusti 1952, då hon reste till England. De blev nära vänner och gifte sig 1956. Några år senare, avled Joy Davidman i skelettcancer och Lewis hade vårdnaden till hans död. Boken Hästen och hans pojke är dedikerad till bröderna.

## Filmografi

### Som producent
- 2005 – Berättelsen om Narnia: Häxan och lejonet
- 2008 – Berättelsen om Narnia: Prins Caspian
- 2010 – Berättelsen om Narnia: Kung Caspian och skeppet Gryningen
- 2026 – Narnia: The Magician's Nephew